# Visa para un sueño
Visa para un sueño es el tercer sencillo del artista dominicano Juan Luis Guerra y 4:40 de su cuarto álbum de estudio Ojalá Que Llueva Café. Fue lanzado en 1989 por Karen Records y un año después en España. El tema es un merengue que brinda un comentario social sobre las vicisitudes de obtener una visa para viajar a los Estados Unidos a trabajar, obtener mejores condiciones de vida, escapar de la pobreza en los países del tercer mundo y el estado de ánimo que tienen muchos dominicanos. La pista se inspiró en los viajes ilegales a Puerto Rico que muchos dominicanos realizan cada año para encontrar mejores condiciones de vida y trabajo.
La pista se considera uno de los éxitos clásicos de Guerra y se incluye en el setlist de cada gira del artista desde Ojalá Que Llueva Café Tour (1990–91). La canción alcanzó los primeros lugares en algunos territorios de América Latina, por ejemplo en la radiodifusión nacional del Perú. Finalmente, el sencillo recibió una difusión moderada en España en 1991. El tema está incluido en la compilación Grandes Éxitos Juan Luis Guerra y 440 (1995). También fue versionada en vivo en los discos A Son de Guerra Tour (2013) y Entre Mar y Palmeras (2021). Inicialmente, la pista se lanzó como doble sencillo junto con Como Abeja Al Panal en 1989. El tema fue lanzado como sencillo doble junto con Ojalá que llueva café en Colombia y una cara B de La Gallera en República Dominicana.

## Lista de canciones
- República Dominicana 7", 45 RPM sencillo (1989) [1]
  - Lado A: Visa Para Un Sueño
  - Lado B: Como Abeja Al Panal
- España 7", 45 RPM sencillo (1990) [1]
  1. Visa Para Un Sueño
  2. La Gallera

## Listas
| Lista (1991)       | Posición |
| ------------------ | -------- |
| Perú Airplay (UPI) | 6        |